# Ministère de la Poste et des Télécommunications
Le ministère de la Poste et des Télécommunications est un ministère algérien chargé notamment de la gestion des sociétés étatiques Algérie Poste (finance et transaction bancaire), et Groupe Télécom Algérie.
Son nom est ministère de la Poste et des Technologies de l'Information et de la Communication jusqu'au 25 mai 2017.  Ce ministère est ensuite renommé Ministère de la Poste et des Télécommunications lors de la mise en place du gouvernement Djerad I.

## Effectifs
- Chiffres (2014[2])

| Domaine d’activité | Personnes |
| ------------------ | --------- |
| Poste              | 285       |
| Télécommunication  | 133 253   |
| Internet           | 5905      |
| Réseau             | 44785     |
| Informatique       | 25 554    |
| Total              | 209 782   |

## Liste des ministres
| N° | Nom                           | Début du mandat | Fin du mandat  |
| -- | ----------------------------- | --------------- | -------------- |
| 1  | Moussa Hassani                | 1962            | 1963           |
| 2  | Abdelkader Zaibak             | 1963            | 1970           |
| 3  | Mohamed Kadi                  | juillet 1972    | décembre 1972  |
| 4  | Saïd Aït Messaoudene          | décembre 1972   | 1979           |
| 5  | Mohamed Zerguini              | 1979            | 1980           |
| 6  | Abdenour Bekka                | 1980            | 1982           |
| 7  | Bachir Rouis                  | 1982            | 1984           |
| 8  | Boualem Bessaih               | 1984            | 1986           |
| 9  | Mustapha Benzaza              | 1986            | 1988           |
| 10 | Yacine Fergani                | 1988            | 1989           |
| 11 | Hamid Sidi Alsaid             | 1989            | 1990           |
| 12 | Mohamed Serradj               | 1990            | 1992           |
| 13 | Tahar Allan                   | 1992            | 1995           |
| 14 | Mohand Salah Youyou           | 1995            | 1999           |
| 15 | Mohamed Maghlaoui             | 1999            | 2002           |
| 16 | Zine Eddine Youbi             | 2002            | 2003           |
| 17 | Amar Tou                      | 2003            | 2005           |
| 18 | Boujamaa Haichour             | 2005            | 2008           |
| 19 | Abdelhamid Besalah            | 2008            | 2010           |
| 20 | Moussa Benhamadi              | 2010            | 2013           |
| 21 | Youcef Yousfi                 | avril 2013      | septembre 2013 |
| 22 | Zohra Derdouri                | 2013            | mai 2015       |
| 23 | Houda-Imane Faraoun           | mai 2015        | 4 janvier 2020 |
| 24 | Brahim Boumzar                | 4 janvier 2020  | 27 avril 2021  |
| -  | Sid Ahmed Ferroukhi (intérim) | 27 avril 2021   | 7 juillet 2021 |
| 25 | Karim Bibi Triki              | 7 juillet 2021  |                |